# Freginals
Freginals és un municipi interior de la comarca del Montsià.
El 20 de març de 2016 hi va haver un accident d'autocar a l'AP-7 a l'altura del municipi que va provocar la mort de tretze persones.

## Història
Apareix documentat per primera vegada l'any 1222 tot i que només com a topònim.
A la carta de població d'Ulldecona es parla del coll de Freginals en el qual estaven instal·lats els hospitalaris.
Després de la batalla d'Almansa la població va ser incendiada per les tropes borbòniques ja que Freginals sempre es va mantenir fidel a l'arxiduc Carles.
Es va constituir com a municipi independent el 9 de febrer de 1843.

## Geografia
- Llista de topònims de Freginals (Orografia: muntanyes, serres, collades, indrets..; hidrografia: rius, fonts...; edificis: cases, masies, esglésies, etc).

## Demografia
| 1497 f | 1515 f | 1553 f | 1717 | 1787 | 1857 | 1877 | 1887 | 1900 | 1910 |
| ------ | ------ | ------ | ---- | ---- | ---- | ---- | ---- | ---- | ---- |
| 15     | 14     | 10     | -    | -    | 793  | 762  | 710  | 758  | 781  |

| 1920 | 1930 | 1940 | 1950 | 1960 | 1970 | 1981 | 1990 | 1992 | 1994 |
| ---- | ---- | ---- | ---- | ---- | ---- | ---- | ---- | ---- | ---- |
| 748  | 660  | 507  | 540  | 535  | 529  | 411  | 387  | 371  | 371  |

| 1996 | 1998 | 2000 | 2002 | 2004 | 2006 | 2008 | 2010 | 2012 | 2014 |
| ---- | ---- | ---- | ---- | ---- | ---- | ---- | ---- | ---- | ---- |
| 341  | 347  | 362  | 389  | 394  | 444  | 449  | 414  | 482  | 405  |

| 2016 | 2018 | 2020 | 2022 | 2024 | 2026 | 2028 | 2030 | 2032 | 2034 |
| ---- | ---- | ---- | ---- | ---- | ---- | ---- | ---- | ---- | ---- |
| 396  | 369  | 385  | 388  | 424  | -    | -    | -    | -    | -    |

## Política

### Eleccions al Parlament de Catalunya del 2012
| Candidatura | Candidatura   | Cap de llista          | Vots | Regidors | % vots |
| ----------- | ------------- | ---------------------- | ---- | -------- | ------ |
|             | CiU           | Artur Mas              | 87   |          | 39,18  |
|             | ERC           | Oriol Junqueras        | 34   |          | 15,31  |
|             | PPC           | Alicia Sánchez-Camacho | 33   |          | 14,86  |
|             | PSC           | Pere Navarro           | 28   |          | 12,61  |
|             | ICV-EUiA      | Joan Herrera           | 11   |          | 4,95   |
|             | CUP           | David Fernández        | 7    |          | 3,15   |
|             | C's           | Albert Rivera          | 4    |          | 1,8    |
|             | Vots en blanc |                        | 7    |          | 3,1    |
|             | Altres        |                        | 11   |          | 6,76   |
| Total       | Total         | 226                    | 226  |          | 78,47  |

### Eleccions municipals de l'any 2015
| Candidatura | Candidatura   | Cap de llista | Vots | Regidors | % vots |
| ----------- | ------------- | ------------- | ---- | -------- | ------ |
|             | CiU           |               | 194  | 7        | 85,84% |
|             | Vots en blanc |               | 50   |          | 14,16% |
| Total       | Total         | 244           | 244  | 7        | 79.48% |

## Economia
La principal activitat econòmica del municipi és l'agricultura, destacant el cultiu d'olivers.

## Cultura
L'església parroquial està dedicada a Sant Bartomeu. Es va construir al segle XVIIIdC en substitució de l'antic temple. La façana és barroca mentre que l'interior està decorat en estil gòtic. Consta d'una única nau amb altars laterals. Al centre de la vila es troba l'antiga casa familiar dels Miralles. L'edifici original va ser destruït durant la Guerra de Successió espanyola. L'actual és una reconstrucció realitzada en 1728. Freginals celebra la seva festa major en el mes d'agost.

## Himne
Sota el cel de Catalunya,
baix la falda del Montsià,
hi ha un poble en esperança 
de prosperitat.

Freginals és terra noble,
entranyable i de germans,
tots units i treballant-la
el farem més gran.

Els infants van a l'escola,
els més grans a treballar,
terra bona i agraïda
que de tots es fa estimar.

Freginals és terra noble, 
entranyable i de germans,
tots units i treballant-la 
el farem més gran.

Saludem-nos uns al altres,
fem un do com a germans,
i cantem el nostre himne
Visca Freginals!

Freginals és terra noble, 
entranyable i de germans,
tots units i treballant-la 
el farem més gran.

## Galeria d'imatges

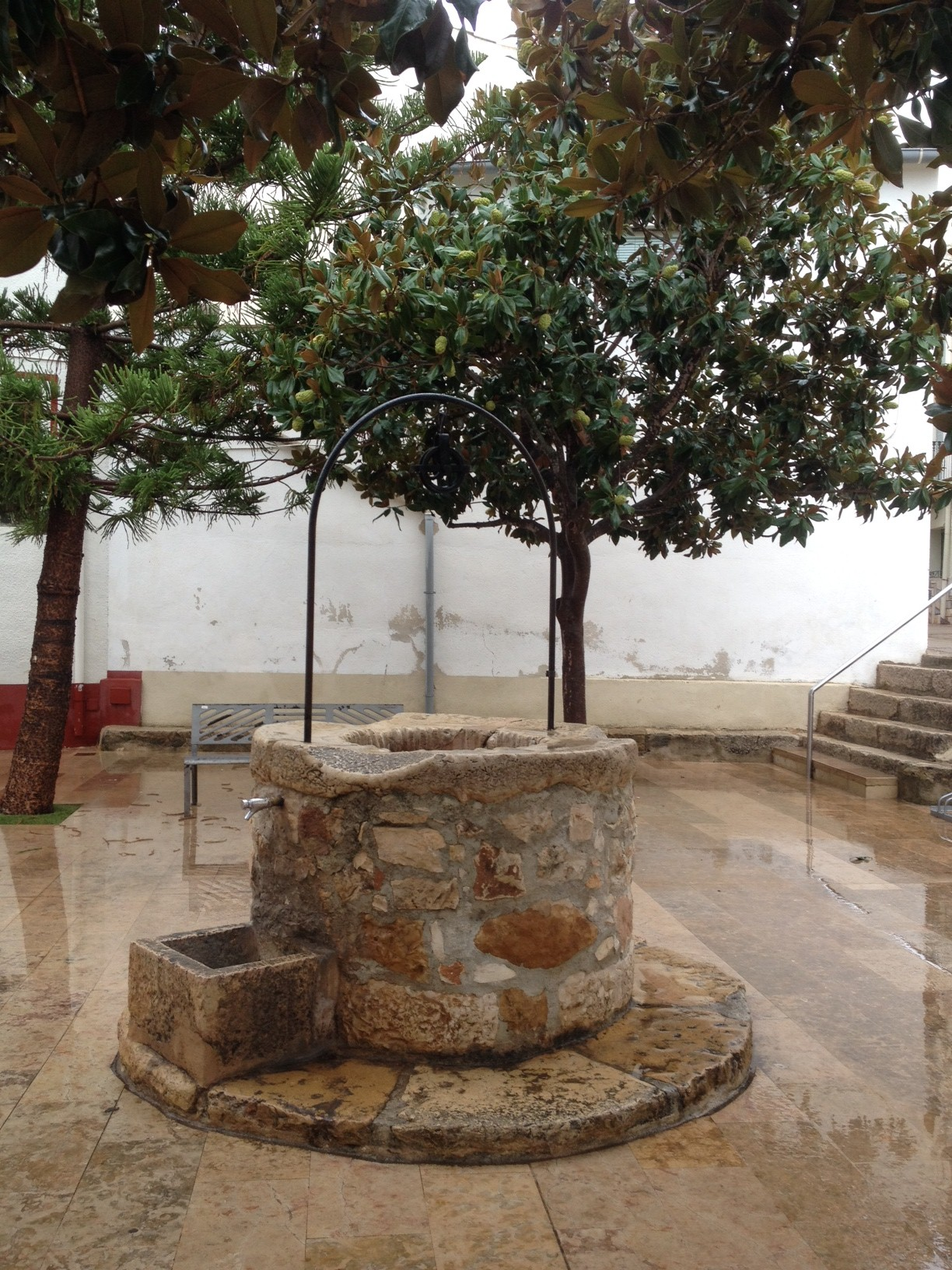
El pou de la plaça dels Arbres, a Freginals.
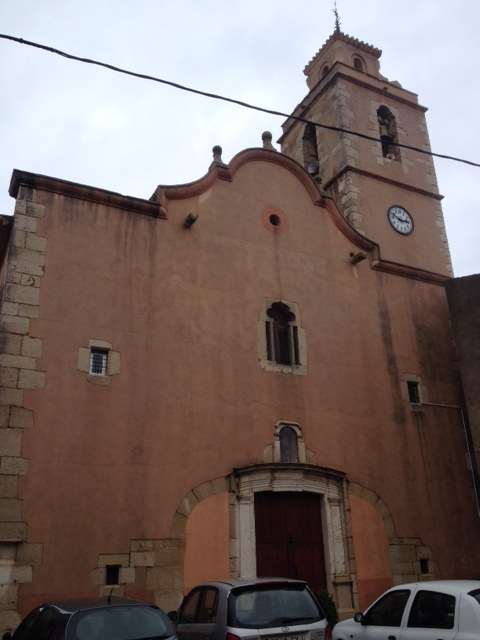
Església de Sant Bartomeu, a Freginals.
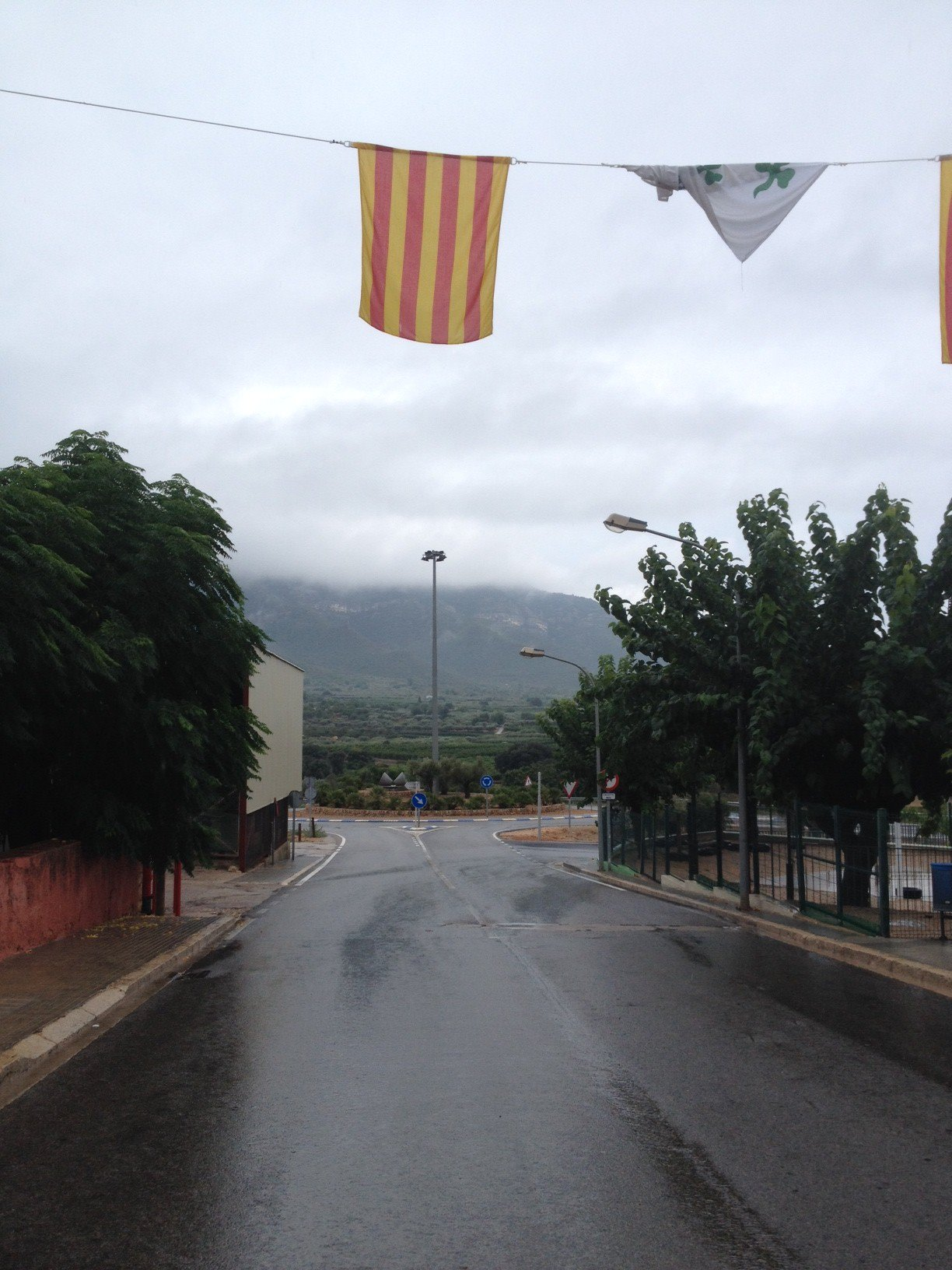
La serra del Montsià vista des de Freginals.
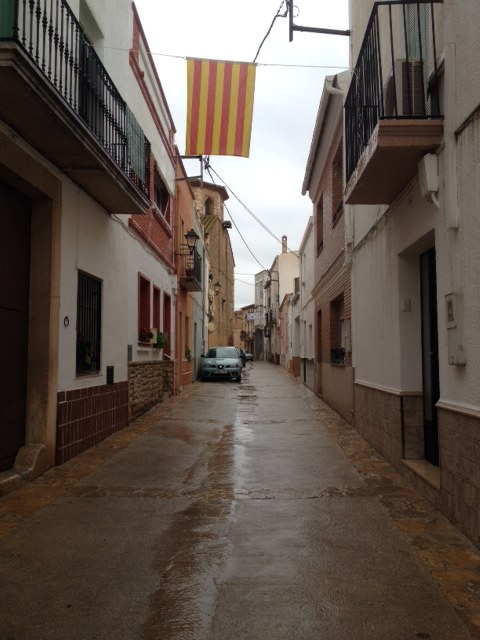
Vista d'un carrer de Freginals.